# Doris Fouquet-Plümacher
Doris Fouquet–Plümacher (* 1940) ist eine deutsche Literaturhistorikerin und Bibliothekarin.

## Leben und Wirken
Fouquet-Plümacher studierte Germanistik und Romanistik in Saarbrücken, Aix-en-Provence und Kiel. 1968 promovierte sie in Kiel bei Hugo Steger mit einer Arbeit zur mittelalterlichen Tristanüberlieferung. Es folgte die Tätigkeit an der Arbeitsstelle für Handschriftenerschließung an der Herzog-August-Bibliothek in Wolfenbüttel. 
Seit 1973 arbeitete sie im wissenschaftlichen Dienst der Universitätsbibliothek der Freien Universität Berlin, seit 1986 als Leiterin der Benutzungsabteilung. In der Universitätsbibliothek der Freien Universität Berlin bearbeitete sie die VerlagsEinbandDatenbank (VED), eine Verlagseinbanddatenbank des deutschen Sprachgebietes, sie enthält maschinell/industriell hergestellten Einbände von ca. 1850 bis ca. 1930.
Ihr besonderes Interesse gilt der deutschen Literatur des frühen 19. Jahrhunderts und dabei insbesondere dem Werk des Frühromantikers Franz von Gaudy. Seit 2020 besorgte sie eine Neuausgabe seiner Werke, organisierte die Restaurierung seines Grabes in Berlin und kuratierte 2025 eine Ausstellung im Stadtmuseum von Gaudys Geburtsstadt Frankfurt (Oder).
Bis zu seinem Tod 2021 war sie mit dem Theologen Eckhard Plümacher verheiratet. Sie ist Mitglied der E.T.A. Hoffmann-Gesellschaft.

## Schriften (Auswahl)
- Wort und Bild in der mittelalterlichen Tristantradition: der älteste Tristanteppich von Kloster Wienhausen und die textile Tristanüberlieferung des Mittelalters, Berlin 1971 (online bei: archive.org).
- Jede neue Idee kann einen Weltbrand entzünden: Georg Andreas Reimer und die preussische Zensur während der Restauration, Frankfurt am Main 1987.
- Kleist auf dem Buchmarkt. Klassikerausgaben für das Bürgertum. Hildesheim (u. a.) 2014.
- Franz Freiherr Gaudy 1827 auf der Festung Silberberg (Schlesien), Berlin 2020.
- Franz von Gaudy und Polen, in: Jahrbuch für internationale Germanistik 55 (2023), 1, S. 105–139.

- (mit Michael Wolter): Aus dem Archiv des Verlages Walter de Gruyter, Berlin 1980.
- (Hg.): Die Handschriften des Gymnasium Andreanum im Stadtarchiv zu Hildesheim, Wiesbaden 1978.
- (Hg., mit Ulrich Naumann): Fünfzig Jahre Universitätsbibliothek der Freien Universität Berlin. Berlin 2002.
- (Hg.): Franz von Gaudy. Ausgewählte Werke. 3 Bde. Baden-Baden 2020–2025.